# Линднер, Георг
Георг Линднер (нем. Georg Lindner; 20 января 1983, Санкт-Иоганн-ин-Тироль, Тироль, Австрия) — молдавский горнолыжник австрийского происхождения, участник Олимпийских игр 2014 года.

## Биография
Выступал за Австрию до 2003 года, когда после перенесённой травмы был вынужден сделать перерыв в карьере. После этого испытывал трудности с тем, чтобы вновь попасть в сборную команду Австрии, поэтому в 2009 году получил гражданство Молдавии — и теперь выступает за её сборную..
В спортивной программе на Олимпийских играх в Сочи Линднер выступал в супергиганте, но не смог финишировать.